# Концерт для фортепиано с оркестром № 26 (Моцарт)
Концерт для фортепиано с оркестром № 26 ре мажор, К. 537, был написан Вольфгангом Амадеем Моцартом и завершен 24 февраля 1788 года. Известен как Коронационный концерт.
Концерт написан для фортепиано соло, одной флейты, 2 гобоев, 2 фаготов, 2 валторн, 2 труб, литавр (Ре, Ля) и струнных.

## Происхождение прозвища «Коронационный»
Традиционное название, связанное с этим произведением, не принадлежит Моцарту, и произведение не было написано по случаю, в честь которого его назвали потомки. Моцарт отметил в письме к своей жене в апреле 1789 года, что он только что исполнил этот концерт при дворе. Но прозвище «Коронационный» произошло от исполнения данного концерта во время коронации Леопольда II, императора Священной Римской Империи, в октябре 1790 года во Франкфурте-на-Майне. На том же мероприятии Моцарт также исполнил фортепианный концерт № 19, K. 459.
Алан Тайсон в своем предисловии к факсимиле партитуры с автографом Dover Publications (которая сегодня находится в Библиотеке и музее Моргана в Нью-Йорке) комментирует, что «Хотя K. 459 иногда называют „коронационным“ концертом, это название почти всегда применялось к K. 537».

## Части
Концерт состоит из следующих трех частей:
1. Аллегро ре мажор, 4/4
2. (Ларгетто) ля мажор, 2/2
3. (Аллегретто) ре мажор, 2/4

Темп второй и третьей частей указан выше в скобках, поскольку в автографе они даны не почерком Моцарта, а кем-то другим. (The Neue Mozart-Ausgabe [NMA V/15/8, изд. Вольфганг Рем] помещает примечание «Tempobezeichnung im Autograph von fremder Hand» [«Указание темпа в автографе другой рукой»] на обеих частях, хотя в старом издании Полного собрания сочинений Брайткопфа и Гертеля нет никаких указаний на то, что темп не принадлежит Моцарту.)

## Незаконченная партия клавишных

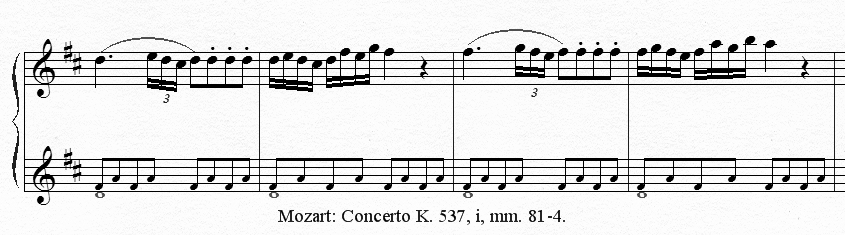
На этой иллюстрации показано начало фортепианного соло в первой части K. 537 (такты 81–84). На верхнем нотоносце показаны ноты, написанные в оригинальной партитуре Моцарта. Партии на нижнем нотоносце в автографе нет, но она впервые появляется в издании 1794 года, напечатанном Иоганном Андре.

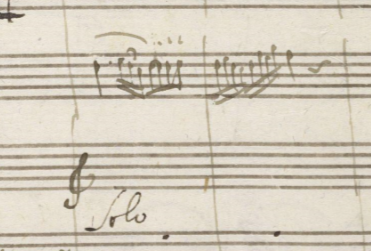
Такты 81–82 в рукописи Моцарта, партия для левой руки отсутствует

У этого концерта есть очень необычная особенность. В дополнение к отсутствию темпа для двух частей, Моцарт также, по словам Тайсона, «не написал никаких нот для левой руки пианиста во многих тактах на протяжении всего произведения». Вполне возможно, следуя традиции барочной музыки, В. А. Моцарт доверил пианисту импровизационный фрагмент, основанный на цифрованном басу. Как видно из факсимиле, на протяжении большого количества сольных секций не прописаны ноты для левой руки, включая вступительное соло (такты. 81-99) и всю вторую часть. На самом деле нет другого фортепианного концерта Моцарта, в котором композитор оставил бы незавершенной большую часть сольной партии.
В первом издании 1794 года эти пробелы были восполнены, и большинство исследователей творчества Моцарта, таких как Альфред Эйнштейн и Алан Тайсон, предположили, что дополнения были сделаны издателем Иоганном Андре. Известно, что Эйнштейн счел завершение Андре несколько недостаточным: «По большей части эта версия чрезвычайно проста и не слишком иронична, но иногда — например, в сопровождении темы Ларгетто — она очень неуклюжа, и вся сольная партия выиграла бы от пересмотра и уточнения в собственном стиле Моцарта».
Почти во всех отрывках, которые требовали заполнения для первого издания, отсутствуют только простые аккомпанементы, такие как альбертиевы басы и аккорды. Например, такты 145—151 первой части, которые включают в себя более сложные виртуозные пассажи, полностью выписаны в автографе. Что касается менее сложных частей соло, то можно сделать вывод, что Моцарт «прекрасно знал, что он должен был сыграть», и поэтому оставил их незавершенными. Это предъявляет к исполнителю определенные критерия знания творчества великого композитора и особенности его стиля.
Старая партитура Полного собрания сочинений Брейткопфа и Гертеля Моцарта к этому концерту не делает никакого различия между тем, что написал сам Моцарт, и тем, что поставил Андре (или кто-то по его заказу). Однако в упомянутом выше томе Neue Mozart-Ausgabe дополнения Андре напечатаны более мелким шрифтом, чтобы четко отличать их от собственных нот Моцарта.

Несмотря на то, что этот концерт пользовался популярностью благодаря своей красоте и стилю рококо (галантному стилю), сегодня он, как правило, не считается равным по качеству двенадцати предыдущим венским фортепианным концертам или заключительному концерту в си-бемоль мажоре. Это равносильно полному перевороту критического мнения, поскольку данный концерт когда-то был одним из самых знаменитых клавишных концертов Моцарта, особенно в 19 веке. В 1935 году Фридрих Блюм, редактор эйленбургского издания произведения, назвал его «самым известным и наиболее часто исполняемым» из фортепианных концертов Моцарта. Но в 1945 году Эйнштейн прокомментировал:
… Это очень по-моцартовски, и в то же время это не выражает всего или даже половины Моцарта. На самом деле он настолько «моцартовский», что можно сказать, что в нем Моцарт подражал самому себе — для него это не трудная задача. Он одновременно блестящий и приятный, особенно в медленной части; он очень прост, даже примитивен, в отношении соло и тутти, и его так легко понять, что даже девятнадцатый век всегда воспринимал его без труда ….
Тем не менее, «Коронационный концерт» по-прежнему часто исполняется и сегодня.